# Chã Grande
Chã Grande è un comune del Brasile nello Stato del Pernambuco, parte della mesoregione della Zona da Mata Pernambucana e della microregione di Vitória de Santo Antão.